# Pandanus brookei
Pandanus brookei är en enhjärtbladig växtart som beskrevs av Ugolino Martelli. Pandanus brookei ingår i släktet Pandanus och familjen Pandanaceae.
Artens utbredningsområde är Queensland. Inga underarter finns listade.